# Gagea omalensis
Espèce
Gagea omalensis est une espèce de plantes à bulbe du genre des gagées et de la famille des Liliacées. Elle a été décrite par Jean-Marc Tison en 2012 dans la revue Plant Systematics and Evolution.
Elle est endémique de la Crète, où elle pousse dans les pelouses riches, les talus et les champs. L'holotype a été récolté à Omalós début avril 1999.

## Publication
- (en) Jean-Marc Tison, Angela Peterson, Dörte Harpke et Lorenzo Peruzzi, « Reticulate evolution of the critical Mediterranean Gagea sect. Didymobulbos (Liliaceae) and its taxonomic implications », Plant Systematics and Evolution, vol. 299, no 2,‎ 2012, p. 413-438 (DOI 10.1007/s00606-012-0731-4, lire en ligne)